# Martial Salomon
Martial Salomon (* 20. Juli 1977 in Salins-les-Bains) ist ein französischer Filmeditor.

## Leben und Werk
Salomon begann nach dem Baccalauréat ein Mathematikstudium, das er jedoch nach kurzer Zeit abbrach, um an der Université Paul Valéry in Montpellier ein Filmstudium aufzunehmen. Ab 1999 studierte er Filmmontage an der Fémis in Paris. 2003 schloss er sein Studium mit einem Diplom ab. Anschließend arbeitete er als Schnittassistent zusammen mit Armand Lameloise, Arnaud Simon, Arnauld Visinet, Emmanuel Mouret, Jean-Claude Montheil, Alexia Walther, Anne Benhaïem und Pierre Léon. 2004/2005 war er Stipendiat von La Métive (Résidence de création artistique pluridisciplinaire) in Moutier-d’Ahun.
Salomon war inzwischen bei rund 70 Filmen als Editor beteiligt.

## Filmografie (Auswahl)
- 2003: Dremano oko – Regie: Vladimir Perisic; Kurzfilm
- 2003: Qui aime joue perdant – Regie: Rainer Werner Fassbinder; Kurzfilm
- 2003: Juliette est morte – Regie und Drehbuch
- 2004: Du bois pour l’hiver – Regie: Olivier Jaha; Kurzfilm
- 2006: Tapetenwechsel (Changement d’adresse) – Regie: Emmanuel Mouret
- 2008: Armandine – Regie, Drehbuch, Schnitt
- 2007: Küss mich bitte! (Un baiser s’il vous plaît) – Regie: Emmanuel Mouret
- 2009: Betrüg mich! (Fais-moi plaisir !) – Regie: Emmanuel Mouret
- 2011: Les Anges de Port Bou – Regie: Vladimir Léon
- 2011: Die Kunst zu lieben (L’Art d’aimer) – Regie: Emmanuel Mouret
- 2013: Ein ganz anderes Leben (Un autre vie) – Regie: Emmanuel Mouret
- 2015: Caprice – Regie: Emmanuel Mouret
- 2018: Der Preis der Versuchung (Mademoiselle de Joncquières) – Regie: Emmanuel Mouret
- 2020: Leichter gesagt als getan (Les Choses qu’on dit les choses qu’on fait)  – Regie: Emmanuel Mouret
- 2020: Sous la mousse – Regie: Ollivier Brian, Kurzfilm
- 2022: Astrakan – Regie: David Depesseville
- 2021: Gib mir dein Leben (La Place d’une autre) – Regie: Aurélia Georges
- 2022: Tagebuch einer Pariser Affäre (Chronique d’une liaison passagère) – Regie: Emmanuel Mouret
- 2022: Tes Jambes nues – Regie: Vladimir Léon
- 2023: Cidde Rabar – Regie: Susana Nobbrec
- 2023: Lost Country – Regie: Vladimir Perisic
- 2024: Trois amies – Regie: Emmanuel Mouret